# فريدريك دبليو. سومنر
فريدريك دبليو. سومنر هو سياسي كندي، ولد في 12 أبريل 1855، وتوفي في 20 نوفمبر 1919. انتخب عضو الجمعية التشريعية لنيو برونزويك ‏.